# 姚依林
姚 依林（よう いりん、ヤオ・イーリン、1917年9月6日 - 1994年12月11日）は中華人民共和国の政治家。長期にわたって経済を担当した国務院の保守派官僚。原籍は安徽省貴池県。

## 経歴
北京政府の軍人だった父親を幼年期に亡くし、母・蔡亦民に従って江蘇、浙江、上海を転々とする。1934年、清華大学の民族武装自衛会で活動、1935年11月に中国共産党に入党。1936年6月天津市党委員会宣伝部長となり、学生運動の指導に従事した。中華人民共和国建国後は貿易部、商業部、中央財政貿易部の副部長（次官）を歴任。1958年、第8期全人代で中央候補委員に当選。1960年に商業部長（大臣）に昇進。
文化大革命で失脚するが、1973年に対外貿易経済合作部副部長として復活。1977年第11期党大会で中央委員に、1978年に党中央委員会副秘書長となる。同年12月、党第11期3中全会において「二つのすべて」路線が批判され、汪東興党副主席が自己批判を余儀なくされると、汪が兼任していた党中央弁公庁主任の職を引き継いだ。
1979年7月1日、第5期全人代第2回会議においてに国務院副総理に任命され、同日に国務院財政経済委員会秘書長となる。1980年には国家計画委員会主任（大臣級）を兼任。鄧小平の改革路線とは一線を画すスタンスであり、保守派の長老陳雲の信頼も厚かった。
1985年には陳雲の命を受け、アモイ・深圳・海南島など経済特区・準経済特区に対して、本来の目的である外貨獲得が達成できていないだけでなく、不正な輸出による外貨流出が止まらないことを指摘し、経済特区の見直しを主張した。7月、中国首脳として21年ぶりにソ連を訪問し、経済、技術協力協定の調印に尽力。8月、社会党の代表団と会見した際に中曽根康弘首相の靖国神社参拝を中国の要人として初めて批判する。この後外交部も続けて批判し、靖国神社参拝は「国際政治問題」化した。9月24日、第12期5中全会において党中央書記処書記を退任するとともに、党中央政治局委員に増補選出された。
趙紫陽が総書記に就任した1987年11月2日の第13期1中全会で政治局常務委員となる。趙紫陽は姚依林を後任の国務院総理（首相）に推薦したが、年齢面からくる体調を考慮して総理には李鵬が就任し、自身は常務副総理（第一副首相）となった。また、万里・田紀雲ら改革派の常務委員入りに、陳雲と共に強く反対している。1989年の第二次天安門事件では、李鵬と共に戒厳令施行の支持に回った。
天安門事件以降は保守派の発言力が高まり、経済政策も引き締めが基調となった。1990年9月、第8期五ヵ年計画に期待が集まる中、地方の指導者を集めた会議で発表された最終案が依然として調整基調だったため、葉選平広東省省長や朱鎔基上海市党委書記らから相次いで不満が飛び出した。最終案を作成した姚依林は、鄧小平によって最終案の修正作業から外された。当初10月に開かれる予定だった7中全会は12月に延期され、ようやく再修正案が採択された。
1994年12月11日、死去。
姉の姚錦新はピアニスト・作曲家、国家副主席の王岐山は長女姚明珊の夫にあたる。